# فرهاد نفرزاده
فرهاد نفرزاده (زادهٔ دی ماه ۱۳۴۹، ایران) مربی والیبال است. وی در حال حاضر مدیر تیم ملی فوتبال هفت نفره ایران است . وی به مدت ۴ سال متوالی سرمربی تیم سایپا بود و در سال ۱۳۸۹ با هدایت وی سایپا به مقام نایب قهرمانی لیگ برتر والیبال ایران دست یافت. نفرزاده از سال ۲۰۰۶ تا ۲۰۰۹ به عنوان سرپرست تیم ملی نوجوانان فعالیت می‌کرد. وی در سال‌های ۱۳۹۱ تا ۱۳۹۴ به عنوان سرمربی تیم ملی زیر ۲۱ سال ایران منصوب شد و توانست این تیم را به مقام قهرمانی آسیا و پنجمی قهرمانی جهان برساند.
فرهاد نفرزاده به عنوان سرمربی جدید آذرباتری ارومیه انتخاب شد.
مدیر تیم ملی فوتبال هفت نفره ایران